# Кирил Радев (офицер)
Кирил Петров Радев е български офицер, генерал-майор от МВР.

## Биография
Роден е на 20 ноември 1953 г. в Добрич. Завършва Висшия институт на МВР, а след това и магистратура по право в Софийския университет. Влиза в системата на МВР през 1980 г. Работи в Икономическа полиция до 1991 г. От 1992 г. е директор на Централната служба за борба с организираната престъпност (ЦСБОП, впоследствие НСБОП). През март следващата година подава оставка, с която изпреварва с часове собственото си уволнение. Бил е директор на дирекция „Сигурност“ в БТК. На 13 януари 1998 г. е назначен за директор на Национална служба „Борба с организираната престъпност“. На 29 юни 1998 г. е удостоен със звание генерал-майор от МВР. На 10 май 2000 г. е освободен от длъжността директор на Национална служба „Борба с организираната престъпност“ на МВР. Участва в учредената от Богомил Бонев гражданска партия.